# Alain Pecker
Alain Pecker (* 30. März 1949) ist ein französischer Bauingenieur für Geotechnik (Bodendynamik).
Pecker studierte ab 1969 an der École Nationale des Ponts et Chaussées und 1972/73 an der University of California, Berkeley mit dem Master-Abschluss. 1973/74 war er im Labor für Festkörpermechanik der École polytechnique und 1974 bis 1981 im Ingenieurbüro Mecasol. 1976 bis 1988 war er Maître de Conférence an der École Nationale des Ponts et Chaussées. 1988 bis 1996 war er Adjunktprofessor für Bodenmechanik und ab 2002 war er Professor. Seit 2000 ist er auch Professor an der Graduiertenschule für Erdbeben-Ingenieurwesen in Pavia. 2003 bis 2006 war er auch Forschungsdirektor des CNRS am Labor für Bodenmechanik der École Polytechnique.
1981 gründete er die Firma Géodynamique et Structure (besonders Erdbebeningenieurwesen), war dort Manager und ab 1993 Generaldirektor. 2015 verließ er das Büro und war danach selbständiger beratender Ingenieur.
Zu seinen Bauprojekten zählen (geotechnische Beratung, oft bezüglich Erdbebensicherheit) die zweite Severnbrücke, Rio-Andirrio-Brücke, die Offshore-Plattform Ekofisk, Wiederaufbereitungsanlage La Hague, Staudamm Caramany und Derdeur (Algerien), Kernkraftwerk Koeberg (Südafrika), Kernkraftwerk Darkhovin (Iran), Panama-Kanal Brücke (Atlantic Bride), die U-Bahn in Athen, die Chiloe-Brücke in Chile und die Vasco-da-Gama-Brücke. Er war Mitglied des Eurocode 8 Komitees (Erdbeben) und stand dem französischen Komitee für Erdbeben-Normung vor.
Er ist seit 2000 Mitglied der Académie des technologies.
2016 erhielt er den Albert-Caquot-Preis. Er ist Ehrenmitglied der französischen Gesellschaft für Erdbebeningenieurwesen.

## Schriften
- Herausgeber: Advanced earthquake engineering analysis, Springer 2007
- mit J. F. Semblat: Waves and vibrations in soils : earthquakes, traffic, shocks, construction works, Pavia: IUSS Press,  2009
- mit Basil Kolias, Michael Fardis: Designers’ guide to Eurocode 8: design of bridges for earthquake resistance, London: ICE Publ. 2012
- mit  Michael N. Fardis, Eduardo C. Carvalho, Peter Fajfar: Seismic design of concrete buildings to eurocode 8, CRC Press, Spon Press 2015